# Стэнеску, Ион
Ион Стэнеску (рум. Ion Stănescu; 23 января 1929, Гечешти, Долж — 5 июня 2010, Периш, Илфов) — румынский коммунистический политик и государственный деятель, крупный функционер режима Николае Чаушеску. Член ЦК РКП, генерал госбезопасности, участник политических репрессий. В 1968—1972 — секретарь Совета государственной безопасности, руководитель Секуритате. В 1972—1973 — министр внутренних дел СРР. Являлся приближённым Чаушеску, но был отстранён из-за конфликта с Эмилем Бобу. Занимал различные должности в партаппарате и правительстве. После Румынской революции состоял в неокоммунистических СПТ и ПСА.

## Партийный пропагандист и секретарь
Родился в семье румынских крестьян из жудеца Долж. В детстве и юности именовался Ион Силаги (Silaghi). Фамилию Силаги (производную от венгерской Силадьи) сменил на румынскую Стэнеску в 1962. Первоначальную фамилию объяснял родовым происхождением из трансильванского жудеца Сэлаж, население подвергалось мадьяризации. (Некоторые источники утверждают, будто Силаги-Стэнеску был сводным братом Леонтина Сэлэжана, тоже трансильванца по происхождению, но ни тот, ни другой не подтверждали этого.)
Харитон Силаги, отец Иона, перебрался с семьёй в Бухарест, работал водителем. Ион устроился фрезеровщиком на машиностроительный завод. В 1944, после свержения Антонеску и вступления в столицу советских войск, стал членом румынского комсомола. С 1947 — член правящей Румынской коммунистической партии (в то время РКП называлась Румынской рабочей партией). В 1948 переведён с производства в корпус партийных пропагандистов.
Был инструктором комсомола, затем отдела пропаганды ЦК партии. С 1949 по 1955 обучался в Военной школе политруков и Высшей школе общественных наук имени Жданова при ЦК. Отличался особым пафосом в пропаганде «успехов социалистического строительства» и особой яростью в «разоблачении классовых врагов». Проводил сталинистский курс Георге Георгиу-Дежа. Участвовал в мобилизационных кампаниях, в том числе по принудительному труду для «классово чуждых элементов». Служил в политуправлении МВД, во главе которого стоял тогда Александру Дрэгич.
С 1955 Ион Стэнеску — инструктор административного отдела ЦК. В ведении отдела находились силовые структуры. В 1958 возглавлял администрацию Морени. После кратковременного пребывания в провинции возвращён в Бухарест. В 1959 назначен руководителем группы инструкторов в МВД и министерстве национальной обороны. С 1964 — первый секретарь Олтского жудецкого комитета РКП.

## «Рупор Чаушеску»
В 1965 после смерти Георгиу-Дежа генеральным секретарём ЦК РКП, затем президентом СРР стал Николае Чаушеску. Первые годы его правления были отмечены своего рода «оттепелью». При этом ускорилась и карьера Иона Стэнеску, удачно вписавшегося в новый курс. С 1965 Стэнеску — член ЦК, депутат Великого национального собрания. Являлся типичным представителем новой номенклатурной генерации, шедшей на смену ветеранам эпохи Георгиу-Дежа — подобно Эмилю Бобу, Мане Мэнеску, Иону Коману, Константину Дэскэлеску, Илие Вердецу, Иону Илиеску.
Новый генсек менял кадры, устранял нелояльных и ненадёжных. В этом плане опасной фигурой считался бывший министр внутренних дел Александру Дрэгич. Было начато расследование внутрипартийных репрессий времён Георгиу-Дежа. Руководство расследованием Чаушеску получил начальнику отдела безопасности ЦК Василе Патилинецу. Особенно тщательно разбирались обстоятельства смерти Лукрециу Пэтрэшкану, к чему был причастен Дрэгич.
На июньском 1967 пленуме ЦК РКП Чаушеску поставил вопрос о недопустимости злоупотреблений властью со стороны органов госбезопасности — Секуритате. Речь шла, например, о слежке за партийными функционерами. В своём обычном пафосном стиле генсека поддержал Стэнеску. Он высказался в том плане, что возмутительные дела минувших лет при Чаушеску стали совершенно немыслимы. В начале 1968 Стэнеску опубликовал в журнале Revista Română de Drept установочную статью Respectul faţă de lege — caracteristică fundamentală a activităţii organelor securităţii statului — Уважение к закону — фундаментальная характеристика деятельности органов государственной безопасности. Он жёстко критиковал Дрэгича за беззаконные репрессии против членов партии, а также за насаждение атмосферы карьеризма и раболепия. В то же время Стэнеску подчёркивал, что «большинство сотрудников госбезопасности ответственно выполняли свою миссию».
Эти выступления сделали Стэнеску «рупором Чаушеску», активным проводником политики нового генсека. Патилинец и сам Чаушеску оценили эту его роль. В июле 1968 Ион Стэнеску в звании генерала и в ранге министра назначен председателем Совета государственной безопасности (CSS) — правительственной структуры, координировавшей Секуритате и военные спецслужбы (заместителями стали начальник внешней разведки Секуритате генерал Николае Дойкару и заместитель начальника внутренней безопасности МВД полковник Георге Крэчун). Органы госбезопасности были при этом выведены из МВД. Стэнеску было поручено установить партийный контроль над органами госбезопасности — то есть добиться беспрекословного подчинения новому партийному вождю.

## Куратор Секуритате
Ион Михай Пачепа, лично знавший Стэнеску, рассказывал о его искренней преданности Чаушеску. По словам Пачепы, Стэнеску называл Чаушеску «настоящим профессионалом спецслужбы», вдохновенно цитировал изречения генсека (например, о «несчастных случаях», которые «могут произойти» с заключёнными), называл принципами Секуритате «воображение и творчество». Несмотря на «оттепель», Чаушеску требовал от Стэнеску максимальной жёсткости к оппозиционерам — как и в «годы злоупотреблений».
В CSS хранились большие объёмы компромата на чинов Секуритате — на случай кадровой чистки. Многие из этих материалов касались репрессий эпохи Георгиу-Дежа. Стэнеску ввёл для сотрудников Секуритате образовательный ценз — принимались только выпускники вузов (предпочтение отдавалось юристам, экономистам, инженерам и специалистам по иностранным языкам). Антикоммунистическая оппозиция и повстанческое движение к тому времени были подавлены. Во главу угла Стэнеску ставил экономическую контрразведку, именно он поднял на высокую ступень в Секуритате генерала Эмиля Макри. Другой задачей он называл пресечения терроризма, в том числе несанкционированное использование румынской территории боевиками ООП.
Стало практиковаться разрешение на выезд для евреев и немцев за выплаты от иностранных родственников. В своём аппарате Стэнеску насадил систему подарков вышестоящему начальству (существовал своеобразный регламент на дарение одежды, бытовой техники, элитного алкоголя).
Несмотря на принадлежность к «соцлагерю», Георгиу-Деж и в ещё большей степени Чаушеску старались вывести Румынию из-под советского контроля. Национал-коммунистический курс затрагивал и сферу спецслужб. Ещё в 1963 при участии Иона Стэнеску в Секуритате было создано «подразделение 0110», неформально называемое «Анти-КГБ». В задачу ставилось пресечение разведдеятельности СССР и других государств Варшавского договора. На борьбу с советским шпионажем были ориентированы два контрразведывательных управления Секуритате — гражданское и военное. Под руководством Стэнеску были выявлены несколько десятков партийно-государственных функционеров, связанных с советскими спецслужбами. Все они прекратили эти контакты, многие назвали сообщников. При советском вторжении в Чехословакию 1968 генерал Стэнеску организовывал специальные вооружённые формирования — для сопротивления возможному нападению СССР на Румынию.
В то же время Секуритате координировала с КГБ СССР преследования молдавских диссидентов-националистов. В 1970 Ион Стэнеску проинформировал председателя КГБ Юрия Андропова о попытке молдавских унионистов установить контакт с Чаушеску (подпольный Национально-патриотический фронт выступал за объединение Молдавии с Румынией, хотя бы и при коммунистической власти). В результате Александру Усатюк, Георге Гимпу, Валериу Граур, Александру Шолтояну были арестованы в Кишинёве и приговорены к реальным срокам заключения.
В 1972 Ион Стэнеску был назначен министром внутренних дел в кабинете Иона Георге Маурера. Статус МВД повысился — CSS и Секуритате вновь вошли в структуру министерства. Однако пребывание Стэнеску на этом посту оказалось непродолжительным.

## Понижение статуса
Крайне негативные отношения сложились у Иона Стэнеску с Эмилем Бобу — «политическим тяжеловесом» РКП из ближнего круга Чаушеску. Бобу сам претендовал на руководство МВД.
В марте 1973 покончил с собой личный врач Чаушеску Абрахам Шехтер. Чаушеску усмотрел в этом признаки политического заговора (тем более, что Шехтер был также врачом опального Дрэгича). Бобу подал ситуацию так, что Шехтера довела до самоубийства Секуритате многолетними попытками навязчивой вербовки. Также Бобу сообщил о продолжающейся слежке за партийными руководителями. Это привело Чаушеску в ярость, которая обрушилась именно на Стэнеску как куратора органов госбезопасности. 14 марта Чаушеску собрал коллегию МВД. Стэнеску был снят с министерского поста, на его место назначен Бобу. Тогда же были понижены в должностях и отправлены в провинцию некоторые другие видные функционеры Секуритате, в том числе Николае Плешицэ.
До 1974 Ион Стэнеску был функционером экономического отдела ЦК, занимался внутриаппаратным распределением дефицитной продукции. До 1977 — первый секретарь Дымбовицкого жудецкого комитета РКП. В дальнейшем несколько лет занимал посты вице-премьера, заместителя министров промышленного строительства и химической промышленности. В 1979 был понижен в партийной иерархии до кандидата в члены ЦК, но с 1982 вновь член ЦК. В 1984 назначен министром туризма в кабинете Константина Дэскэлеску. 
К руководству силовыми структурами Стэнеску более не допускался, прежнего политического влияния восстановить не с мог. Он сохранил доступ к Чаушеску и в середине декабря 1989 передал ему для просмотра карикатуру из турецкой газеты, где румынский диктатор изображался последней «грушей», ещё не павшей вслед за Хонеккером, Якешем, Живковым. Но это только озлобило Чаушеску, не подвигнув ни к каким раздумьям.

## В новой Румынии
В декабрьских событиях 1989 Ион Стэнеску участия не принимал. К победившей Румынской революции отнёсся отрицательно. За малозначимостью правительственного поста он не сразу был отстранён и формально оставался министром до начала января 1990.
В послереволюционной Румынии Ион Стэнеску оставался на прежних чаушистских позициях, открыто высказывал ностальгию по свергнутому режиму. В конце 1990 участвовал в создании неокоммунистической Социалистической партии труда (СПТ). После вступления СПТ в правящую Социал-демократическую партию перешёл в Партию социалистического альянса (ПСА).
Издал несколько сочинений о правлении Чаушеску и деятельности Секуритате, в которых всячески обелял режим. Подчёркивал своё уважение к Чаушеску — за «восстановление законности», отстаивание национальных интересов, сопротивление Доктрине Брежнева. О правлении Георгиу-Дежа отзывался хуже. Объяснял массовые репрессии тем, что тогдашней Секуритате руководили «евреи, венгры, русские» — тогда как при Чаушеску произошла «румынизация государства». Резко обличал основателей Секуритате Георге Пинтилие и Александра Никольского — как «агентов Москвы», преследовавших румын. Критиковал посткоммунистическую спецслужбу SRI за раздувание штатов, ухудшение работы информаторов и даже «выход из-под общественного контроля».
Ион Стэнеску скончался в возрасте 81 года из-за несчастного случая — был сбит поездом на железнодорожном переезде. Публичную информацию об этом озвучило руководство ПСА. Партийные единомышленники Стэнеску назвали его «великим борцом за правду», но чаще он характеризуется как один из «апостолов эпохи Чаушеску», функционер диктатуры.